# Bobby Baccalieri
Robert "Bobby Bacala" Baccalieri, Jr., interpretado por Steve R. Schirripa, es un personaje ficticio de la serie de HBO Los Soprano. Baccalieri comenzó siendo el ayudante de Corrado Soprano cuando este ingresó en arresto domiciliario y actuando de soldado en la familia criminal Soprano. Hijo de Robert "Bobby" Baccalieri, un notable miembro de la familia Soprano en el pasado, "Bobby Bacala" Baccalieri fue ascendiendo progresivamente hasta convertirse en un miembro importante de la familia. Estuvo casado con Karen Baccalieri, su primera esposa que murió en un accidente de tráfico, y Janice Soprano, por lo que se convirtió en el cuñado de Tony Soprano.

## Lecturas recomendadas
- The Sopranos: The Complete Book, 2007 HBO ISBN 1-933821-18-3
- Glen O. Gabbard, The Psychology of the Sopranos Love, Death, Desire and Betrayal in America's Favorite Gangster Family - Basic books, 2002
- Michael Hammond, Lucy Mazdon, The Contemporary Television Series, Edinburgh University Press, Edimburgo 2005
- Martha P. Nochinsom, Dying to Belong: Gangsters Movies in Hollywood and Hong Kong, Wiley Blackwell, 2007